# Fereydan
Fereydan (persiska: فِرِیْدَنْ), eller Shahrestan-e Fereydan (شهرستان فریدن), är en delprovins (shahrestan) i Iran. Den ligger i provinsen Esfahan, i den centrala delen av landet. Administrativ huvudort är Daran.
Delprovinsen hade 49 890 invånare 2016.